# Ciomăgești (gmina)
Ciomăgești – gmina w Rumunii, w okręgu Ardżesz. Obejmuje miejscowości Beculești, Bratia, Ciomăgești, Cungrea, Dogari, Fedeleșoiu, Giuclani, Păunești i Răduțești. W 2011 roku liczyła 1172 mieszkańców.